# Ștefan-Liviu Tomoiagă
Ștefan-Liviu Tomoiagă (n. 7 aprilie 1966

) este un senator român, ales în 2012. 